# Estrela de hélio extrema
Uma estrela de hélio extrema (tradução literal de extreme helium star, do inglês), abreviadamente EHe, é um tipo peculiar de estrela supergigante de pouca massa que exibe uma carência incomum de hidrogênio, o elemento químico mais abundante no universo. Formam um subgrupo das estrelas deficientes em hidrogênio, um grupo muito abrangente, que inclui as estrelas Wolf-Rayet de População I, estrelas do tipo AM CVn, estrelas do tipo R Coronae Borealis, estrelas ricas em hélio de classes espectrais O e B, anãs brancas de espectro WC, e objetos de transição como as estrelas PG 1159.
A primeira estrela deste tipo observada, HD 124448, foi descoberta em 1942. Esta estrela não apresenta nenhum traço de hidrogênio em seu espectro, mas exibe linhas fortes de hélio, e a presença de carbono e oxigênio. A segunda estrela deste tipo, PV Telescopii, foi descoberta em 1952, e em 2001 21 já eram conhecidas. Um traço que todas têm em comum é que a relação entre a abundância de carbono e hélio se situa sempre entre 0,3% e 1%, embora a abundância de outros elementos varie.
As estrelas de hélio extremas conhecidas são supergigantes em que o hidrogênio carece por um fator de 10.000 ou mais. Essas estrelas são compostas quase que completamente de hélio, e o segundo elemento mais abundante, o carbono, se faz presente a uma razão de um átomo para cada 100 átomos de hélio. Suas temperaturas de superfície variam entre 9.000 e 35.000 graus Kelvin, e tanto a abundância de hélio e como a sua pobreza de hidrogênio demonstra que o houve fusão do hidrogênio e do hélio em algum momento de sua evolução passada.
Uma vez que é impossível para uma estrela destas características seja formada a partir de nuvens moleculares, existem duas teorias para explicar sua origem:
1. Modelo degenerado duplo (DD), segundo a qual estrelas são o produto de uma fusão de uma anã branca rica em hélio menor e outra rica em carbono e oxigênio mais volumosa, sendo orbitada pela primeira. A órbita dos dois corpos decai devido à emissão da radiação gravitacional, até o ponto em que a anã branca de hélio se funde com a estrela de carbono e oxigênio. Se exceder o limite de Chandrasekhar, o hélio começa a se fundir em uma estrela supergigante, que se tornará uma EHe, a qual então se resfria novamente para se tornar uma anã branca.
2. Modelo flash final (FF), neste cenário, uma estrela que deixou o ramo gigante assintótico e está a evoluir para uma anã branca sofre o último flash da camada de hélio, o que faz com que as camadas externas se expandam rapidamente. Se o hidrogênio que restou nelas é consumido, haverá uma estrela deficiente em hidrogênio que se contrairá formando uma estrela de hélio extrema.
O modelo DD é favorecido pelos pesquisadores, com base nas abundâncias encontradas em sete estrelas deste tipo.